# Louis Adam Gans

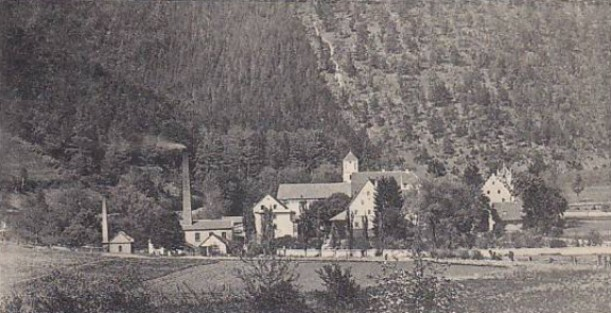
Fabrik Urspring von Süden, um 1900. In der Mitte der Südgiebel der seit 1862 dreistockigen Weberei; auf der linken Seite die Gebäude zur Dampferzeugung, wie das Dampfkesselhaus, der Dampfkamin etc., die auf die Modernisierung durch Gans zurückgehen

Louis Adam Gans (* in Kassel am 24. Mai 1819; † unbekannt) war ein Textilfabrikant in St. Gallen und Baumwollfabrikant in Urspring.

## Herkunft und Bildung
Louis Adam Gans wurde in Kassel am 24. Mai 1819 als Sohn des Abraham Löb Gans, Bankier aus der Landgrafschaft Hessen-Kassel und dessen zweiter Ehefrau Sara Breidenstein geboren.
Die Familie war offenbar seit spätestens 1825 in Offenbach am Main ansässig. Louis Gans erhielt am 26. August 1843 (im Alter von 24 Jahren) das Bürgerrecht von Offenbach am Main. Dort heiratete er (ebenfalls 24-jährig) am 26. Dezember 1843 Rosalie Emden aus Frankfurt am Main.
Louis Adam Gans hielt sich nach seiner Eheschließung mit Rosalie Emden von 1844 bis 1847 als Handelsmann in Frankfurt am Main auf. Seit 1852 war Gans in Hohenems, Bundesland Vorarlberg, Österreich anwesend und wird 1857 dort eingebürgert. Dort gab es eine größere Judengemeinde.
Sein Geschäft aber hatte er in St. Gallen, wo er „(…) mindestens seit dem 27. August 1850 zusammen mit David Strauss aus Friedberg (Hessen) die Firma J. B. Heumanns Nachfolger [betrieb]. Am 5. März 1857 hörte dieses Geschäft auf zu existieren; neu gegründet wurde die Firma Gans Gebrüder & Cie., geführt durch Louis und Jakob A. Gans aus Frankfurt am Main. Auf das Ende dieses Geschäfts am 16. Februar 1861 folgte die „Louis Gans & Cie.“, betrieben durch Louis allein, während Jakob zwar die Prokura hatte, aber abwesend war. Über das Geschäft von Louis Gans schreibt das St. Galler Adressbuch 1861, S. 15–16, es betreibe Fabrikation und Export in St. Galler Artikeln in St. Gallen und Friedrichshafen; erwähnt wird zudem eine Filiale Passavant und Comp. in New York; das St. Galler Comptoir befand sich an der Unteren Grabenstrasse A 186.“(…). Er soll zur selben Zeit eine Maschinenfabrik in Landquart im Kanton Graubünden, Schweiz, besessen haben.

## Die Baumwollweberei Urspring unter Gans
Am 14. März 1859 kaufte Gans die Fabrik Urspring von Christian August Blezinger und betrieb diese elf Jahre lang bis 1870. Seinen Wohnsitz in St. Gallen behielt Gans die ersten Jahre noch bei und ließ die Fabrik Urspring durch seinen Prokuristen und Direktor Wilhelm Römer leiten. Das Bürgerrecht in Offenbach am Main gab er erst am 8. April 1868 auf.
Am 28. Dezember 1861 stellte er beim Oberamt Blaubeuren den Antrag, einen zweiten Dampfkessel aufstellen zu dürfen, nachdem bereits sein Vorbesitzer einen ersten aufstellen durfte. Am 3. Januar 1862 entspricht das Ministerium des Innern dieser Bitte. Dieser diente zur Beheizung der Fabriksäle.
Am 31. Juli 1867 erhielt Gans die Genehmigung der Regierung des Donaukreises in Ulm a. D., das Wasserrad durch zwei Turbinen zu ergänzen oder zu ersetzen. 1869 waren eine Jonval-Turbine und eine zweite, kleinere, vorhanden.
Am 6. März 1868 bat Gans um Aufnahme in das Württembergische Staats- und Schelklinger Gemeindebürgerrecht für sich und seine Familie. Gans konnte zwar die erforderlichen Schriften von seiner Heimatgemeinde noch nicht vorlegen; „bei dem Umstand aber, dass der Bittsteller ein großes und sehr wertvolles Anwesen, bestehend in einer Baumwollenweberei, Gebäude-Einrichtungen und Gütern hier besitzt, als ein sehr vermöglicher und gut prädizierter Mann bekannt ist“, beschloss der Stadtrat, die vorläufige Zusicherung der Aufnahme seiner Familie zu erteilen.
Die Klosterkirche wurde in den 1860er Jahren wie bereits in den 1830er Jahren als Magazin benutzt.
Gans soll ein großer Liebhaber der Telegraphie gewesen sein. So betrieb er sicher nicht nur geschäftlich eine Telegraphenstation.

### Die Fabrikeinrichtung von 1861/62 bis 1870: Umstellung auf Dampfmaschinenbetrieb
Mit Gans trat die Fabrik in ihre vierte Phase, den Dampfmaschinenbetrieb. Die Fabrik unter Gans lässt sich in zwei Perioden unterteilen. Die erste begann mit der Übernahme der Fabrik in 1859 und reichte bis 1862. Die zweite Periode reichte von 1862 bis zum Verkauf der Fabrik 1870.
In der ersten Periode von 1859 bis 1862 blieb der Gebäudebestand im Wesentlichen wie Gans ihn von Christian August Blezinger übernommen hatte. Die Weberei wurde in der Mühle und dem Brauhaus belassen. Dieses Gebäude war zweistöckig und besaß im Dachraum ein Zwerchhaus mit Lastenaufzug, da die Dachböden zu Klosterszeiten als Kornstadel benutzt wurden. Das gesamte Gebäude war aus Steinen errichtet bis auf das Zwerchhaus aus Fachwerk. Im Erdgeschoß befanden sich die folgenden Räume, alle mit einem Gewölbe versehen: ein heizbares Comptoir, eine heizbare Schreinerwerkstätte, eine heizbare Schlichtwerkstätte, ein Packzimmer, ein Warenmagazin, ein Garnmagazin und eine Waschküche. Im ersten Stockwerk befanden sich heizbare Fabriksäle in drei Abteilungen.
In der zweiten Periode ab 1862 wurde das Fabrikgebäude um ein Fachwerkstockwerk erhöht; d. h. das gesamte Dach wurde abgetragen, ein dritter Stock aufgebaut und ein neues Dach errichtet. Das Fabrikgebäude war nunmehr dreistöckig mit gewölbten Räumen im Erdgeschoss, und Fabriksälen im ersten und zweiten Stockwerk. Vorhandene Fotografien zeigen diesen Zustand. Im Erdgeschoß befand sich jetzt ein großer Dampfmaschinenraum, der nicht gewölbt war. Der erste Stock hatte eine Dampfheizung. Auch im zweiten Stock waren heizbare Fabriksäle. Im ganzen Gebäude war eine Gasbeleuchtung vorhanden. Zur Herstellung des Gases wurde 1862 ein Gasofen in einem Anbau errichtet.
Der Antrieb durch ein Wasserrad, welches über eine Transmission eine Längswelle und 15 Querwellen, antrieb, von welchen über Lederriemen die einzelnen Webstühle, Spul-, Zettel-, Schlichterei- und Sizingmaschinen angetrieben wurden, blieb bestehen. Der Dampfmaschinenantrieb wurde wohl nur ergänzend eingesetzt, falls die Wasserkraft nicht ausreichte oder zusätzliche Maschinen eingesetzt werden mussten.
Der Maschinenpark war erheblich angewachsen. Allein im Fabriksaal im ersten Obergeschoss befanden sich 104 Webstühle; im zweiten Obergeschoss weitere 36 Webstühle, vier Spulmaschinen, vier Zettelmaschinen, zwei Schlichtereimaschinen und eine Sizingmaschine. Ein Fahrstuhl war ebenfalls schon vorhanden. Der Gesamtversicherungswert der Maschineneinrichtung im Webereigebäude betrug im Jahre 1862 43.425 Gulden (fl).
Die Umstellung auf den Dampfmaschinenbetrieb erforderte neue Gebäude zur Dampfherstellung, während die eigentliche Weberei noch in den Klostergebäuden untergebracht werden konnte. So erbaute Gans 1861 ein Dampfkesselhaus, ein Dampfkamin aus Backstein, ein Schlichthaus für die Schlicht- und Streichmaschine und ein Kohlenmagazin.
Am 31. Juli 1867 erhielt Gans die Genehmigung der Württembergischen Regierung des Donaukreises zum Einbau einer bzw. zweier Turbinen, „(...), um die (...) Wasserkraft zu verstärken und dadurch eine Verbesserung seines Werkes vorzunehmen“.

### Abbruch der Klostergebäude
Gans setzte den Abbruch von Klostergebäuden fort, welcher bereits seit 1806 durch den württembergischen Staat begonnen, und durch die beiden Fabrikanten Reichenbach und Blezinger fortgesetzt wurde. 1861 verschwand das Kosthaus (oder auch Krankenhaus) über dem Urspringtopf. 1865 ging er an die Kernsubstanz des Klosters und ließ den südlichen und westlichen Klausurflügel samt Kreuzgang und auch den nördlichen Kreuzgang, welcher an die Südmauer der Klosterkirche angebaut war, abbrechen.

### Die Baumwollkrise der 1860er Jahre
Im Gefolge des amerikanischen Bürgerkriegs von 1861–1865 kam es zu einer weltweiten Krise der Baumwollindustrie. Verursachend war, dass die Baumwollproduktion der Südstaaten nahezu zum Erliegen kam. Es kam zu einem großen Mangel an Rohbaumwolle, da andere Produzenten wie Indien und Ägypten noch keine ausreichende Menge liefern konnten. Der Preis für Rohbaumwolle stieg auf das Vierfache seines bisherigen Stands, was zum Einbruch des Absatzes an Baumwollfertigprodukten führte. Die Baumwollspinnereien und -webereien mussten entweder schließen oder in geringerem Umfange weiterproduzieren. Viele deutsche Baumwollfabriken gerieten in Insolvenz. Im englischen Lancashire z. B. kam es zu einer richtigen Baumwollhungersnot. Für die Fabrik Urspring verfügen wir bedauerliche über keine näheren Angaben zu diesen Krisenjahren. Ab 1867 war aber die Knappheitskrise an Rohbaumwolle überwunden und die Fabriken hatten jetzt unter mit großen Nachfrageüberhang zu kämpfen. So nimmt es nicht wunder, wenn Fabrikant Gans 1868 auch an einigen katholischen Feiertagen arbeiten lassen wollte. Daraus entstanden Unstimmigkeiten mit dem Stadtpfarrer von Schelklingen, welcher durch die zuständigen Behörden ein Arbeitsverbot durchsetzen ließ. Es ging um die „katholisch gebotenen Feiertage“ Peter und Paul wie auch bei Mariä Empfängnis. Schließlich entschied die Kreisregierung Ulm, „dass das Feiertagsgebot nur für Katholiken gelte, dass somit der Fabrikbetrieb prinzipiell nicht verboten werden könne, solange keine Störung des Gottesdienstes eintrete. Da dies aber bei der abgelegenen Lage Ursprings unmöglich der Fall sein könne, so wurde Gans gestattet, an den betreffenden Feiertagen arbeiten zu lassen, sofern den Arbeitern Gelegenheit gegeben werde, den Gottesdienst zu besuchen“. Man einigte sich schließlich darauf, dass generell und am besonders am nächsten Josefstag „erst nach dem Hauptgottesdienst (nach 10 1/2 Uhr) gearbeitet werden dürfe“.

## Verkauf
Ob durch diesen Vorfall veranlasst oder nicht, suchte Gans jedenfalls 1870 über die wichtigsten Wirtschaftszeitungen (wie Königlich Württembergisches Staats- und Regierungsblatt, Schwäbischer Merkur) einen Käufer und fand einen solchen in der Familie Rall aus Eningen unter Achalm. Johann Jakob Rall und Albert Rall kauften die Fabrik am 20. Juni 1870 bzw. 1. Juli 1870.

## Familie
Louis Gans heiratete in Offenbach am Main am 26. Dezember 1843 Rosalie Emden. Die Ehefrau wurde in Frankfurt am Main am 28. August 1824 geboren und verstarb im September 1898. Todesdatum und Todesort von Louis Gans sind bislang unbekannt. Aus dieser Ehe stammen die vier Kinder:
- Auguste Anna Bernhard, geb. Frankfurt am Main oder Offenbach am Main 15. Dezember 1846 (war am 6. März 1868 21 Jahre alt), ⚭ Leon Bernhard Wertheim aus Wageningen, Provinz Gelderland, Niederlande
- Wilhelm Louis, geb. Frankfurt am Main 11.1.1848, war am 6. März 1868 20 Jahre alt
- Victor Ernst Louis, geb. Frankfurt am Main 21.12.1848, war am 6. März 1868 19 Jahre alt
- Julius, geb. St. Gallen 16.2.1857, war am 6. März 1868 12 Jahre alt